# Léon Guillaume Bouly

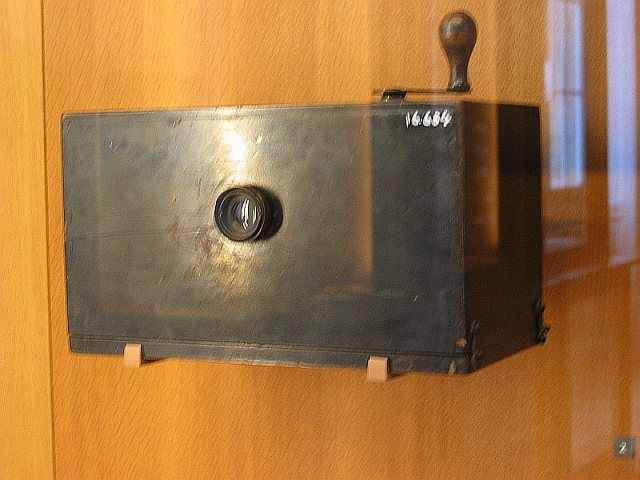
Bouly-Apparat beim CNAM

Léon Guillaume Bouly (* 1872; † 1932) wird als ein französischer Erfinder angenommen, der Urheber der Bezeichnung Cinématographe war.
Am 12. Februar 1892 wurde unter dem Namen die Anmeldung hinterlegt für ein Patent auf einen „appareil réversible de photographie et d’optique pour l’analyse et la synthèse des mouvements, dit le Cynématographe Léon Bouly“. Es kam zum französischen Staatspatent, Nummer 219'350.
Am 27. Dezember 1893 wurde eine Änderung am Namen seines Apparates angebracht: Cinématographe.
Der Cinématographe funktioniert mit Papier und Rollfilm ohne Perforation nach dem Prinzip der Klemme. Der Filmantrieb wird mit einer Segmentrolle gegenüber einer Vollrolle bewerkstelligt.
Als 1894 die Jahresgebühr fürs Patent nicht bezahlt worden war, wurde der Begriff Cinématographe Allgemeingut und im folgenden Jahr reserviert für die Brüder Lumière.
Zwei seiner Apparate werden aufbewahrt beim Conservatoire National des Arts et Métiers zu Paris.
Seit 2012 gibt es einen Nachbau des Apparates.